# John McConathy
John R. McConathy (Gibsland, Louisiana, 9 d'abril de 1930-19 d'abril de 2016) va ser un jugador de bàsquet nord-americà que va disputar una temporada en l'NBA. Amb 1,96 metres d'alçada, ho feia en la posició d'aler.

## Trajectòria esportiva

### Universitat
Va jugar durant quatre temporades amb els Demons de la Universitat de Northwestern State, en les quals va obtenir una mitjana de 16,3 punts per partit.

### Professional
Va ser triat en la cinquena posició del Draft de l'NBA de 1951 per Syracuse Nationals, però va acabar finalment en els Milwaukee Hawks, on va jugar una única temporada, en la qual va obtenir una mitjana de 1,3 punts i 1,8 rebots per partit.

#### Estadístiques en l'NBA

##### Temporada regular
| Temporada | Edat | Equip           | Lliga | P  | TIT | MIN | TC  | TCA | %TC  | 3P | 3PA | %3P | TL  | TLA | %TL  | R.of. | R.DEF. | REB | ASIS | ROB | TAP | PER | FP  | PTS |
| 1951-52   | 21   | Milwaukee Hawks | NBA   | 11 |     | 9.6 | 0.4 | 2.6 | .138 |    |     |     | 0.5 | 1.3 | .429 |       |        | 1.8 | 0.7  |     |     |     | 0.6 | 1.3 |
| Total     |      |                 | NBA   | 11 |     | 9.6 | 0.4 | 2.6 | .138 |    |     |     | 0.5 | 1.3 | .429 |       |        | 1.8 | 0.7  |     |     |     | 0.6 | 1.3 |